# Glasapparatebauer
Der Glasapparatebauer (früher als Lehrberuf „Glasbläser“) ist in Deutschland ein staatlich anerkannter Ausbildungsberuf nach Berufsbildungsgesetz (BBiG) und Handwerksordnung (HwO).

## Ausbildungsdauer und Struktur
Die bundesweit geregelte 3-jährige Ausbildung wird in der Industrie und dem Handwerk angeboten. Auch eine schulische Ausbildung ist möglich. Die Ausbildung erfolgt an den Lernorten Betrieb und Berufsschule.

## Arbeitsgebiete
Glasapparatebauer stellen Glasapparate und Glasgeräte aller Art her, die meistens in Laboratorien verwendet werden. Sie be- und verarbeiten dazu Glasröhren und Glasstäbe manuell oder maschinell durch Warmverformung, d. h. Biegen, Ausweiten, Ziehen oder Einschnüren. Die so angefertigten Einzelteile montieren sie zu Geräten und Apparaten. Anschließend werden die Glasapparate und Glasgeräte veredelt, z. B. durch Ausmessen (Justierung) mittels Wasser oder Quecksilber, je nach Größe der Geräte/Apparate durch Justierer (ein früherer Lehrberuf), das Anbringen von Skalen in der Regel mittels Siebdruck (auch durch Ätzung oder Einbrennen von Klebe-Skalen gängig), aber auch durch Evakuieren oder Versilbern, hauptsächlich von Kolonnen, Kolonnenköpfe, Glaseinsätze für Thermoskannen und -Gefäße. Glasapparatebauer können darüber hinaus defekte Glasgeräte reparieren.
Sie finden ihren Arbeitsplatz in Glasbläsereien von Laborgeräte-Herstellern, aber auch in glastechnischen Werkstätten.

## Berufsschule
In Deutschland existieren zurzeit vier Berufsschulen für Glasapparatebauer:
- Gewerbliche Berufsschule – Berufsfeld Glas am Beruflichen Schulzentrum Wertheim[3]
- Glasfachschule Zwiesel, Staatliches Berufsbildungszentrum für Glas[4]
- Erwin-Stein-Schule – Staatliche Glasfachschule Hadamar[5]
- Staatliches Berufsschulzentrum in Ilmenau[6]

## Weiterbildungsmöglichkeiten
Meister
- Glasbläser- und Glasapparatebauermeister
- Industriemeister Fachrichtung Glas

Techniker
- Staatlich geprüfter Techniker Fachrichtung Glastechnik
- Staatlich geprüfter Techniker Fachrichtung Glashüttentechnik

Fach- und Betriebswirte, Fachkaufleute
- Technischer Fachwirt
- Fachkaufmann in der Handwerkswirtschaft

Sind die entsprechenden Voraussetzungen erfüllt, sind auch folgende Hochschulstudiengänge möglich:
- Ingenieur für Glas, Keramik, Bindemittel
- Designer (Hochschule) für Produktdesign
- Designer (Hochschule) für Industriedesign